# Patrick H. Drewry

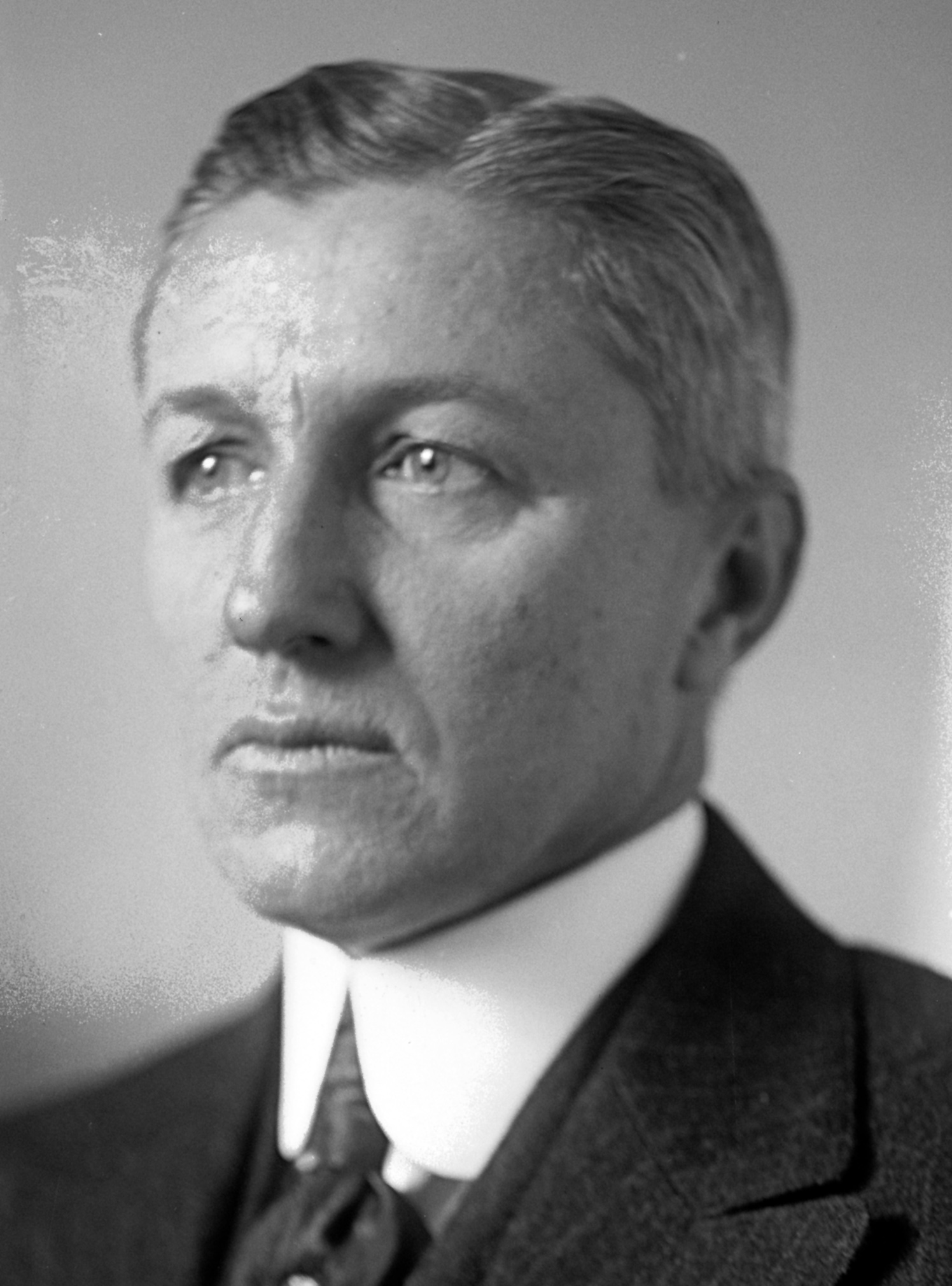
Patrick H. Drewry

Patrick Henry Drewry (* 24. Mai 1875 in Petersburg, Virginia; † 21. Dezember 1947 ebenda) war ein US-amerikanischer Politiker. Zwischen 1920 und 1947 vertrat er den Bundesstaat Virginia im US-Repräsentantenhaus.

## Werdegang
Patrick Drewry besuchte die öffentlichen Schulen seiner Heimat einschließlich der Petersburg High School sowie die McCabe’s University School. Im Jahr 1896 absolvierte er das Randolph-Macon College in Ashland. Nach einem anschließenden Jurastudium an der University of Virginia in Charlottesville und seiner 1901 erfolgten Zulassung als Rechtsanwalt begann er in Petersburg in diesem Beruf zu arbeiten. Dort wurde er auch Direktor der Petersburg Savings & American Trust Co. Gleichzeitig schlug er als Mitglied der Demokratischen Partei eine politische Laufbahn ein. Zwischen 1912 und 1920 saß er im Senat von Virginia. In den Jahren 1912, 1916, 1920 und 1924 war er Delegierter auf den Parteitagen der Demokraten auf Staatsebene. Im Juni 1916 nahm er auch an der Democratic National Convention in St. Louis teil, auf der Präsident Woodrow Wilson zur Wiederwahl nominiert wurde. In den Jahren 1916 bis 1918 fungierte Drewry als Vorsitzender der Economy and Efficiency Commission of Virginia. Außerdem war er von 1916 bis 1920 Vorsitzender des Revisionsausschusses seines Staates.
Nach dem Tod des Abgeordneten Walter Allen Watson wurde Drewry bei der fälligen Nachwahl für den vierten Sitz von Virginia als dessen Nachfolger in das US-Repräsentantenhaus in Washington, D.C. gewählt, wo er am 27. April 1920 sein neues Mandat antrat. Nach 13 Wiederwahlen konnte er bis zu seinem Tod im Dezember 1947 im Kongress verbleiben. Zwischen 1923 und 1927 gehörte er dem Democratic National Congressional Committee an. Im Jahr 1925 war er Mitglied im Leitungsgremium der US-Marineakademie in Annapolis. In Drewrys Zeit als Kongressabgeordneter wurden der 19., der 20. und der 21. Verfassungszusatz ratifiziert. Zwischen 1933 und 1941 wurden im Kongress die New-Deal-Gesetze der Bundesregierung unter Franklin D. Roosevelt verabschiedet. Seit 1941 war auch die Arbeit des Kongresses von den Ereignissen des Zweiten Weltkriegs und dessen Folgen geprägt.